# Jewgeni Alexandrowitsch Dementjew
Jewgeni Alexandrowitsch Dementjew (russisch Евгений Александрович Дементьев, wiss. Transliteration Evgenij Aleksandrovič Dement'ev; * 17. Januar 1983 in Chanty-Mansijsk, Autonomer Kreis der Chanten und Mansen, Russische SFSR, Sowjetunion) ist ein russischer Skilangläufer.

## Werdegang
Bei den Juniorenweltmeisterschaften 2001 im polnischen Karpacz wurde Dementjew Weltmeister mit der russischen 4-mal-10-Kilometer-Staffel und belegte im Einzelrennen über 30 Kilometer den siebten Platz. Im Sprint belegte er den 20. Rang. Bei den Juniorenweltmeisterschaften 2002 in Schonach im Schwarzwald wurde er im Sprint Fünfter und belegte über 30 Kilometer den 18. Platz. Er startete erstmals im Weltcup im Januar 2003 in Kavgolovo und belegte dabei den 13. Platz über 10 km Freistil. Bei den Nordischen Junioren-Skiweltmeisterschaften 2003 in Sollefteå gewann er Bronze im 30-km-Massenstartrennen sowie Gold über 10 km klassisch und mit der russischen Staffel. Im Sprint wurde er Zehnter. Im Februar 2004 erreichte er mit dem dritten Platz mit der Staffel in La Clusaz und den zweiten Rang über 15 km klassisch in Umeå seine ersten Podestplatzierungen im Weltcup. In der Saison 2004/05 kam er bei 12 Teilnahmen an Weltcupeinzelrennen, sechs Mal unter den ersten Zehn. Beim Saisonhöhepunkt den Nordischen Skiweltmeisterschaften 2005 in Oberstdorf gewann er Bronze mit der Staffel, wurde im 30-Kilometerrennen mit Stilwechsel 22. und erreichte über 15 Kilometer in der freien Technik den 23. Platz. Zum Saisonende holte er in Falun im 30-km-Verfolgungsrennen seinen ersten Weltcupsieg und beendete die Saison auf den neunten Platz im Gesamtweltcup und den sechsten Rang im Distanzweltcup. In der folgenden Saison erreichte er mit dem zweiten Platz im 30-km-Massenstartrennen in Lago di Tesero erneut eine Weltcuppodestplatzierung. Bei den Olympischen Winterspielen 2006 wurde er in Turin im Verfolgungsrennen über 30 Kilometer Olympiasieger und gewann im 50-km-Rennen die Silbermedaille, während er mit der russischen Langlaufstaffel Sechster wurde. Zu Beginn der Saison 2006/07 belegte er in Gällivare mit der Staffel den zweiten Platz und in Cogne über 15 km klassisch den dritten Rang. Beim folgenden Weltcup in La Clusaz wurde er Dritter im 30-km-Massenstartrennen und holte einen Tag später mit der Staffel seinen zweiten Weltcupsieg. Die erste Tour de Ski 2006/07 beendete er auf den achten Platz. Bei den Nordischen Skiweltmeisterschaften 2007 in Sapporo konnte er gemeinsam mit Nikolai Pankratow, Wassili Rotschew und Alexander Legkow die Silbermedaille in der Staffel gewinnen und im Einzelrennen über 15 Kilometer in der freien Technikden 22. Platz belegen. Zum Auftakt der Weltmeisterschaften war er jedoch vom Ski-Weltverband FIS mit einer fünftägigen Schutzsperre aufgrund eines zu hohen Hämoglobinwertes belegt worden. In der Saison 2007/08 errang er mit der Staffel in Beitostølen den dritten Platz und bei der Tour de Ski 2007/08 den neunten Gesamtplatz. Im März 2008 wurde er russischer Meister im 30-km-Verfolgungsrennen.
Nachdem Dementjew bei Dopingkontrollen am 2., 3. sowie am 19. Januar 2009 positiv auf das Dopingmittel Erythropoetin (EPO) getestet wurde, gab er am 26. August 2009 seinen Rücktritt vom Leistungssport bekannt. Zuvor hatte er noch im März 2009 an den Weltmeisterschaften in Liberec teilgenommen und im 50-Kilometerrennen den 22. Platz belegt. Im November 2009 sperrte die FIS Dementjew für zwei Jahre rückwirkend vom August 2009. Nach Ablauf seiner Sperre trat er jedoch wieder bei Wettkämpfen an. Dabei nimmt er vorwiegend am Eastern Europe Cup teil, den er 2012 auf den achten und 2015 auf den sechsten Platz in der Gesamtwertung beendete. Bei den Rollerski-Weltmeisterschaften 2015 im Val di Fiemme gewann er die Silbermedaille im 10-km-Berglauf und die Goldmedaille im 25-km-Massenstartrennen. In der Saison 2015/16 kam er im Eastern Europe Cup dreimal auf den zweiten Platz und gewann zum Saisonende die Gesamtwertung. Zudem siegte er im Alpencup in Hochfilzen über 15 km klassisch. Im März 2016 gewann er beim Demino Ski Marathon. Im Jahr 2018 triumphierte er beim Gsieser Tal-Lauf über 42 km klassisch und errang mit einem dritten und zwei ersten Plätzen den dritten Platz in der Gesamtwertung des Rollerski-Weltcups. Im folgenden Jahr gewann er den Ugra Ski Marathon über 50 km Freistil. Im Sommer 2019 kam er mit drei Siegen auf den zweiten Platz in der Gesamtwertung des Rollerski-Weltcups.

## Erfolge

### Siege bei Weltcuprennen

#### Weltcupsiege im Einzel
| Nr. | Datum         | Ort   | Disziplin        |
| --- | ------------- | ----- | ---------------- |
| 1.  | 19. März 2005 | Falun | 30 km Verfolgung |

#### Weltcupsiege im Team
| Nr. | Datum             | Ort       | Disziplin           |
| --- | ----------------- | --------- | ------------------- |
| 1.  | 17. Dezember 2006 | La Clusaz | 4 × 10 km Staffel 1 |

### Siege bei Continental-Cup-Rennen
| Nr. | Datum             | Ort        | Disziplin                       | Serie    |
| --- | ----------------- | ---------- | ------------------------------- | -------- |
| 1.  | 20. Dezember 2015 | Hochfilzen | 15 km klassisch Individualstart | Alpencup |

### Siege bei Rollerski-Weltcuprennen
| Nr. | Datum                  | Ort                            | Disziplin                  |
| --- | ---------------------- | ------------------------------ | -------------------------- |
| 1.  | 27. September 2015     | Val di Fiemme                  | 25 km Freistil Massenstart |
| 2.  | 16. September 2018     | Ziano di Fiemme                | 20 km klassisch Verfolgung |
| 3.  | 13.–16. September 2018 | Monte Bondone/ Ziano di Fiemme | Gesamtwertung Minitour     |
| 4.  | 23. August 2019        | Chanty-Mansijsk                | 15 km klassisch Verfolgung |
| 5.  | 15. September 2019     | Ziano di Fiemme                | 15 km klassisch Verfolgung |
| 6.  | 12.–15. September 2019 | Trient/ Ziano di Fiemme        | Gesamtwertung Minitour     |

### Siege bei Worldloppet-Cup-Rennen
| Nr. | Datum         | Ort             | Rennen            | Disziplin                  |
| --- | ------------- | --------------- | ----------------- | -------------------------- |
| 1.  | 6. April 2019 | Chanty-Mansijsk | Ugra Ski Marathon | 50 km Freistil Massenstart |

### Siege bei Skimarathon-Rennen
- 2016 Demino Ski Marathon, 50 km Freistil
- 2018 Gsieser Tal-Lauf, 42 km klassisch

## Teilnahmen an Weltmeisterschaften und Olympischen Winterspielen

### Olympische Spiele
- 2006 Turin: 1. Platz 30 km Verfolgung, 2. Platz 50 km Freistil Massenstart, 6. Platz Staffel

### Nordische Skiweltmeisterschaften
- 2005 Oberstdorf: 3. Platz Staffel, 22. Platz 30 km Verfolgung, 23. Platz 15 km Freistil
- 2007 Sapporo: 2. Platz Staffel, 22. Platz 15 km Freistil

## Statistik

### Weltcup-Platzierungen
Die Tabelle zeigt die erreichten Platzierungen im Einzelnen.
- 1.–3. Platz: Anzahl der Podiumsplatzierungen
- Top 10: Anzahl der Platzierungen unter den ersten zehn
- Punkteränge: Anzahl der Platzierungen innerhalb der Punkteränge
- Starts: Anzahl gelaufener Rennen in der jeweiligen Disziplin
- Hinweis: Bei den Distanzrennen erfolgt die Einordnung gemäß FIS.

| Platzierung               | Distanzrennen a | Distanzrennen a | Distanzrennen a | Distanzrennen a | Distanzrennen a | Skiathlon Verfolgung | Sprint | Etappen- rennen b | Gesamt | Team c | Team c  |
| Platzierung               | ≤ 5 km          | ≤ 10 km         | ≤ 15 km         | ≤ 30 km         | > 30 km         | Skiathlon Verfolgung | Sprint | Etappen- rennen b | Gesamt | Sprint | Staffel |
| ------------------------- | --------------- | --------------- | --------------- | --------------- | --------------- | -------------------- | ------ | ----------------- | ------ | ------ | ------- |
| 1. Platz                  |                 |                 |                 |                 |                 | 1                    |        |                   | 1      |        | 1       |
| 2. Platz                  |                 |                 | 1               | 1               |                 |                      |        |                   | 2      |        | 1       |
| 3. Platz                  |                 |                 | 1               | 1               |                 |                      |        |                   | 2      |        | 2       |
| Top 10                    |                 | 1               | 8               | 5               | 1               | 7                    | 1      | 3                 | 26     | 1      | 15      |
| Punkteränge               | 4               | 4               | 27              | 7               | 4               | 19                   | 4      | 5                 | 74     | 1      | 15      |
| Starts                    | 4               | 4               | 41              | 12              | 6               | 22                   | 16     | 5                 | 110    | 1      | 15      |
| Stand: Saisonende 2018/19 |                 |                 |                 |                 |                 |                      |        |                   |        |        |         |

### Weltcup-Wertungen
| Saison  | Gesamt | Gesamt | Distanz | Distanz | Sprint | Sprint |
| Saison  | Punkte | Platz  | Punkte  | Platz   | Punkte | Platz  |
| ------- | ------ | ------ | ------- | ------- | ------ | ------ |
| 2002/03 | 20     | 90.    | -       | -       | -      | -      |
| 2003/04 | 184    | 33.    | 184     | 23.     | -      | -      |
| 2004/05 | 351    | 9.     | 351     | 6.      | -      | -      |
| 2005/06 | 140    | 38.    | 140     | 25.     | -      | -      |
| 2006/07 | 317    | 13.    | 189     | 13.     | -      | -      |
| 2007/08 | 251    | 29.    | 124     | 31.     | 11     | 93.    |
| 2008/09 | 85     | 67.    | 65      | 48.     | 20     | 69.    |
| 2011/12 | 98     | 65.    | 98      | 41.     | -      | -      |
| 2012/13 | 14     | 137.   | 14      | 87.     | -      | -      |
| 2013/14 | -      | -      | -       | -       | -      | -      |
| 2014/15 | 54     | 85.    | 54      | 51.     | -      | -      |
| 2015/16 | -      | -      | -       | -       | -      | -      |
| 2016/17 | 24     | 109.   | 12      | 88.     | -      | -      |